# Liste der Kulturdenkmäler in Breitscheid
Die folgende Liste enthält die in der Denkmaltopographie ausgewiesenen Kulturdenkmäler auf dem Gebiet  der Gemeinde Breitscheid, Lahn-Dill-Kreis, Hessen.
Hinweis: Die Reihenfolge der Denkmäler in dieser Liste orientiert sich zunächst an Ortsteilen und anschließend der Anschrift, alternativ ist sie auch nach der Bezeichnung, der vom Landesamt für Denkmalpflege vergebenen Nummer oder der Bauzeit sortierbar.
Kulturdenkmäler werden fortlaufend im Denkmalverzeichnis des Landes Hessen durch das Landesamt für Denkmalpflege Hessen auf Basis des Hessischen Denkmalschutzgesetzes (HDSchG) geführt. Die Schutzwürdigkeit eines Kulturdenkmals hängt nicht von der Eintragung in das Denkmalverzeichnis des Landes Hessen oder der Veröffentlichung in der Denkmaltopographie ab.

## Kulturdenkmäler nach Ortsteilen

### Breitscheid
| Bild                        | Bezeichnung                 | Lage                                                                       | Beschreibung | Bauzeit                              | Objekt-Nr. |
| --------------------------- | --------------------------- | -------------------------------------------------------------------------- | --- | ------------------------------------ | ---------- |
| weitere Bilder              | Gesamtanlage Kirchhof       | Breitscheid, Kirchstraße LageFlur: 1, Flurstück: 2/1, 2/2, 3, 11           | Der Kirchhof liegt auf einer Anhöhe am westlichen Ortsrand. Die evangelische Kirche ist eine mittelalterliche Chorturmanlage, deren Schiff in den 1960er Jahren erweitert wurde. Die Ummauerung des als Friedhof genutzten Kirchhofs ist geschlossen erhalten. Die Kirchstraße führt auf das Eingangsportal, das von Fachwerkbauten des 18. bzw. frühen 19. Jahrhundert gerahmt wird. Diese Bauten bilden zusammen mit dem Kirchhof eine kleine Gesamtanlage, die die historische enge Verknüpfung von Kirchhof und Dorf belegt. So ist aus dem 16. Jahrhundert bekannt, dass deren Kirchhof mit Scheunen umgeben war, auf denen eine Zinspflicht gegenüber der Kirche lag. Kulturdenkmal aus geschichtlichen Gründen. |                                      | 132466 DDB |
| Kirchstraße 21              | Kirchstraße 21              | Breitscheid, Kirchstraße 21 LageFlur: 1, Flurstück: 11                     | Teil der Gesamtanlage Kirchhof |                                      | 918538     |
| Kirchstraße 27              | Kirchstraße 27              | Breitscheid, Kirchstraße 27 LageFlur: 1, Flurstück: 2/1                    | Teil der Gesamtanlage Kirchhof |                                      | 918536     |
| Kirchstraße 27A             | Kirchstraße 27A             | Breitscheid, Kirchstraße 27A LageFlur: 1, Flurstück: 2/2                   | Teil der Gesamtanlage Kirchhof |                                      | 918537     |
| Einhaus Hüttenweg 4         | Einhaus Hüttenweg 4         | Breitscheid, Hüttenweg 4 LageFlur: 2, Flurstück: 196                       | Langgestrecktes Einhaus. Charakteristisch für Fachwerk bauten dieser Zeit ist der Verzicht auf jegliches horizontales Riegelwerk; die Aussteifung erfolgt nicht durch Streben, sondern durch zwischen Rahm und Schwelle schräg gestellte Ständer. Der Wohnteil ist stockwerkweise errichtet, die Scheune hat über beide Geschosse reichende Ständer. Am westlichen Giebel eine für das Dillgebiet typische Blechverkleidung. Kulturdenkmal aus geschichtlichen Gründen. | um 1800                              | 132474 DDB |
| Fachwerkhaus Hüttenweg 9    | Fachwerkhaus Hüttenweg 9    | Breitscheid, Hüttenweg 9 LageFlur: 2, Flurstück: 222                       | Ein großvolumiger vierzoniger Fachwerkbau, der im Obergeschoss ursprünglich erhalten ist. An der Traufseite eine vollständig erhaltene Reihung von Mannfiguren mit versetzt angeordneten Gegenstreben nach oben und unten. Kulturdenkmal aus geschichtlichen Gründen. | erste Hälfte des 18. Jahrhunderts    | 132475 DDB |
| weitere Bilder              | Evangelische Pfarrkirche    | Breitscheid, Kirchstraße o. Nr. LageFlur: 1, Flurstück: 3                  | Mittelalterliche Chorturmanlage inmitten des mit seiner Ummauerung erhaltenen Kirchhofs. Der Turm mit spitzbogigen Öffnungen im unteren Geschoss, darüber mit Schießscharten. Der Turm wird von einem eingezogenen Helmdach abgeschlossen. Das sich nach Westen anschließende Schiff ist modern verändert. Der halbkreisförmige Triumphbogen wird von einer barocken quaderförmigen Bemalung begleitet. Im Altarraum sind Teile einer Ausmalung des 14. Jahrhunderts erhalten. Kirche und Kirchhof mit Ummauerung sind Kulturdenkmal. Kulturdenkmal aus geschichtlichen und künstlerischen Gründen. |                                      | 132472 DDB |
| Friedhofshalle              | Friedhofshalle              | Breitscheid, Kirchstraße o. Nr. LageFlur: 1, Flurstück: 299                | Reizvoller kleiner Bau. Besonders auffallend die Längsseiten und Mittelrisalite abschließenden Giebel mit jeweils vorgeblendeter Treppung und einer Rosette in Giebelmitte. An den Giebeln stark ausgeprägte Schultern und eine abschließende Bekrönung. Die rundbogigen Fensteröffnungen besitzen noch die ursprüngliche Sprossung mit Eisenprofilen. Kulturdenkmal aus künstlerischen Gründen. | letzte Viertel des 19. Jahrhunderts  | 132473 DDB |
| Laufbrunnen                 | Laufbrunnen                 | Breitscheid, Kirchstraße o. Nr. LageFlur: 2, Flurstück: 217                | Gusseiserner Laufbrunnen des Typs, wie er sich auch in der Erdbacher Straße befindet. Der Brunnenstock wird hier von einem Pinienzapfen bekrönt. Der Brunnen in der zum Kirchhof ansteigenden Straße, gegenüber der Alten Schule und dem barocken Fachwerkbau Kirchstraße 16, ist Kulturdenkmal. Kulturdenkmal aus geschichtlichen und städtebaulichen Gründen. |                                      | 132470 DDB |
| Laufbrunnen                 | Laufbrunnen                 | Breitscheid, Kirchstraße (Ecke Rathausstraße) LageFlur: 1, Flurstück: 55/1 | An der Ecke zur Rathausstraße gelegener gusseiserner Laufbrunnen. Ein Produkt der Eisenhütten des Dillgebiets. Rechteckiger Trog mit umlaufenden Kanneluren, der obere Abschluss mit einem Blüten-Fries. Achteckiger Brunnenstock mit einem als Drache ausgebildeten Wasserspeicher. Kulturdenkmal aus geschichtlichen, künstlerischen und städtebaulichen Gründen. | letztes Viertel des 19. Jahrhunderts | 132467 DDB |
| Alte Schule                 | Alte Schule                 | Breitscheid, Kirchstraße 11 LageFlur: 1, Flurstück: 18                     | An der zum Kirchhof führenden Straße gelegenes giebelständiges Fachwerkgebäude. Es wird traufseitig von einer kleinen Gasse aus erschlossen. Im Obergeschoß der Traufseite ist Fachwerk der Entstehungszeit sichtbar. Eck- und Bundständer sind durch Mann-Formen ausgesteift, zum Teil mit flach geschnitzten Pflanzenmotiven versehen. Kulturdenkmal aus geschichtlichen und städtebaulichen Gründen. | 1. Hälfte des 18. Jahrhunderts       | 132469 DDB |
| Fachwerkhaus Kirchstraße 16 | Fachwerkhaus Kirchstraße 16 | Breitscheid, Kirchstraße 16 LageFlur: 2, Flurstück: 219                    | Giebelständiger barocker Fachwerkbau in städtebaulich wichtiger Sichtbeziehung zum Kirchhof. In ungestörtem ursprünglichen Zustand das Obergeschoß der Traufseite: aussteifende Mannformen mit gedreht wirkenden Gegenstreben, ein Feuerbock als Gefachzier sowie eine undurchbrochene Folge von Brüstungsriegeln. Im Sturz des ursprünglichen Scheunenteils Inschrift und Datierung 1767. Kulturdenkmal aus geschichtlichen, künstlerischen und städtebaulichen Gründen. | 1767                                 | 132471 DDB |
| Fachwerkhaus Kreuzweg 2     | Fachwerkhaus Kreuzweg 2     | Breitscheid, Kreuzweg 2 LageFlur: 1, Flurstück: 46                         | Traufständiger Fachwerkbau um 1700, das Gefüge mit hoch ansetzenden Streben ausgesteift. Bemerkenswert sind die Schmuckformen: Klötzchenfries an horizontalen Gliedern wie Rähm und Dachbalken, Füllhölzer in kantigen Formen gedreht. Kulturdenkmal aus geschichtlichen Gründen. | um 1700                              | 133233 DDB |
| Ehemaliges Pfarrhaus        | Ehemaliges Pfarrhaus        | Breitscheid, Rathausstraße 1 LageFlur: 1, Flurstück: 60/1                  | Wohnhaus mit Scheune, beide Gebäude in Bruchsteinmauerwerk errichtet. Der zweigeschossige Baukörper des Wohnhauses mit flachem Zeltdach wirkt durch seine strenge Kubatur. Zur Straße dreiachsige Hauptfront in symmetrischer Gliederung mit mittigem Zugang. Die wohl ins dritte Viertel des 19. Jahrhunderts zu datierende Baugruppe ist Kulturdenkmal aufgrund ihrer ortsgeschichtlichen und künstlerischen Bedeutung. Kulturdenkmal aus geschichtlichen und künstlerischen Gründen. | dritte Viertel des 19. Jahrhunderts  | 132468 DDB |
| Backhaus                    | Backhaus                    | Breitscheid, Westerwaldstraße o. Nr. LageFlur: 1, Flurstück: 147           | Backhaus der Gemeinde in verputztem Bruchstein, das Giebeldreieck in Fachwerk. Neben seiner geschichtlichen Bedeutung als wichtiger Funktionsbau im dörflichen Gefüge als Eckbau zur Wilhelmstraße auch von städtebaulichem Wert und deshalb Kulturdenkmal. Kulturdenkmal aus geschichtlichen und städtebaulichen Gründen. | nach 1800                            | 132476 DDB |

### Erdbach
| Bild                            | Bezeichnung                     | Lage | Beschreibung | Bauzeit                              | Objekt-Nr. |
| ------------------------------- | ------------------------------- | --- | --- | ------------------------------------ | ---------- |
| weitere Bilder                  | 'Erdbacher Tunnel'              | Erdbach, Am Ackerbeul, Unten am Ackerbeul, Oben am Ackerbeul LageFlur: 28, 29, Flurstück: 3267/2, 3272/2, 3273/3, 3316/2, 3316/3, 3316/4, 3982/2 | Im Querschnitt leicht hufeisenförmige Röhre (Länge 110 m) am Scheitel einer Ostkurve durch die Bergnase zwischen Erdbach- und Goldbachtal mit identischen Zinnenfronten und Zungenmauern aus Naturstein; Inschrift „1904“ Kulturdenkmal aus geschichtlichen Gründen. | 1904                                 | 161964 DDB |
| weitere Bilder                  | Laufbrunnen                     | Erdbach, Breitscheider Straße o. Nr. LageFlur: 2, Flurstück: 71/6                                                                                | Jeweils ein gusseiserner Laufbrunnen, wie sie Ende des 19. Jahrhunderts in den Eisenhütten des Dillgebiets hergestellt wurden. Die Brunnentröge sind identisch mit ihren Imitationen von geschweift umgrenzten Füllungen, die in der Mitte jeweils ein sternförmiges Dekor-Element besitzen. Die achteckigen Brunnenstöcke unterscheiden sich durch die Ausführung des sie bekrönenden Knaufs. Sowohl die Wiederholung gleicher Modelle als auch die Variation der Dekor-Elemente sind typisch für die Ausführung dieser Brunnen. Neben ihrem geschichtlichen Wert als regionales Industrieprodukt kommt ihnen im städtebaulichen Zusammenhang eine wichtige „Markierungsfunktion“ zu. Kulturdenkmal aus geschichtlichen und städtebaulichen Gründen. | Ende 19. Jahrhundert                 | 132486 DDB |
| weitere Bilder                  | Evangelische Kapelle            | Erdbach, Denkmalstraße o. Nr. LageFlur: 2, Flurstück: 35/2, 35/7                                                                                 | Kleiner gotischer Bau mit rechteckigem Schiff und etwas schmalerem, ebenfalls rechteckigem Chor. Beide unter einem gemeinsamen Satteldach. Über der Mitte des Schiffs ein quadratischer Dachreiter mit Pyramidendach. Nach Westen schließt sich der Neubau eines Gemeindehauses an. Die Kirchhofummauerung ist noch in weiten Teilen erhalten. Im Bereich des Kirchhofs befindet sich eine Gedenkstätte. Im Schiff dreiseitig umlaufende Empore auf vier balusterartigen Säulen. An der Empore ebenso wie an den Wänden und der Decke des ursprünglich kreuzgewölbten Chores eine reiche Ausmalung von Ernst Justus Kayser, auf dem Gesims der Empore inschriftlich datiert 1778. In den drei Wänden des Chores jeweils spitzbogig zulaufende Nischen, in denen sich spätgotische Wandmalereien mit Aposteldarstellungen befinden. Kanzel von 1620. Der Fußboden im Chor mit Kieselpflaster in Ährenform. Die Kapelle mit der Ummauerung des Kirchhofs ist Kulturdenkmal. Kulturdenkmal aus geschichtlichen und künstlerischen Gründen. | 1620 bis 1778                        | 132480 DDB |
| Brunnen                         | Brunnen                         | Erdbach, Denkmalstraße o. Nr. LageFlur: 1, Flurstück: 3759/6                                                                                     | Jeweils ein gusseiserner Laufbrunnen, wie sie Ende des 19. Jahrhunderts in den Eisenhütten des Dillgebiets hergestellt wurden. Die Brunnentröge sind identisch mit ihren Imitationen von geschweift umgrenzten Füllungen, die in der Mitte jeweils ein sternförmiges Dekor-Element besitzen. Die achteckigen Brunnenstöcke unterscheiden sich durch die Ausführung des sie bekrönenden Knaufs. Sowohl die Wiederholung gleicher Modelle als auch die Variation der Dekor-Elemente sind typisch für die Ausführung dieser Brunnen. Neben ihrem geschichtlichen Wert als regionales Industrieprodukt kommt ihnen im städtebaulichen Zusammenhang eine wichtige „Markierungsfunktion“ zu. Kulturdenkmal aus geschichtlichen und städtebaulichen Gründen. | Ende 19. Jahrhundert                 | 184021 DDB |
| Fachwerkscheune Denkmalstraße 2 | Fachwerkscheune Denkmalstraße 2 | Erdbach, Denkmalstraße 2 LageFlur: 2, Flurstück: 119/50                                                                                          | Unmittelbar gegenüber der Kirche gelegene Fachwerkscheune, Teil eines Zweiseithofes. Sie hat besonderen Wert durch die inschriftliche Datierung 1734 mit Nennung der „Bau- und Eheleute“. Der dreizonige Bau mit jeweils über die gesamte Geschosshöhe reichenden Ständern ist unverändert erhalten. Das Dach ist mit gefalzten Eisenblechen gedeckt, wie es seit der zweiten Hälfte des 19. Jahrhunderts gebräuchlich ist. Kulturdenkmal aufgrund der städtebaulichen und geschichtlichen Bedeutung. Kulturdenkmal aus geschichtlichen und städtebaulichen Gründen. | 1734                                 | 132477 DDB |
| Einhaus Denkmalstraße 8         | Einhaus Denkmalstraße 8         | Erdbach, Denkmalstraße 8 LageFlur: 2, Flurstück: 44/1                                                                                            | Ursprünglich wohl als Einhaus errichteter traufständiger Bau, Scheunenteil durch Aufstockung und massive Ersetzungen verändert. Im rückwärtigen Bereich des Wohnteils sind Teile von aufgestipptem Putzornament sowie eine Tür des 18. Jahrhunderts erhalten. Neben dem geschichtlichen Wert ist der Bau an der Ecke zur Hauptstraße von städtebaulicher Bedeutung und deshalb Kulturdenkmal. Kulturdenkmal aus geschichtlichen und städtebaulichen Gründen. | Zweite Hälfte des 18. Jahrhunderts   | 132478 DDB |
| Fachwerkscheune Denkmalstraße 9 | Fachwerkscheune Denkmalstraße 9 | Erdbach, Denkmalstraße 9 LageFlur: 2, Flurstück: 31/1                                                                                            | Fachwerkscheune, ein Kniestock in jüngerer Zeit ergänzt. Der Bau grenzt unmittelbar an den Kirchhof und bildet zusammen mit der gegenüberliegenden Dorflinde einen Kernbereich des historischen Ortsbildes. Kulturdenkmal aus geschichtlichen und städtebaulichen Gründen. | um 1700                              | 132479 DDB |
| Bahnhof                         | Bahnhof                         | Erdbach, Goldbachstraße 2, Goldbachstraße 2a LageFlur: 6, Flurstück: 654/5, 654/7                                                                | Typenbau von 1906 nach Entwurf Ludwig Hofmanns aus Naturstein auf T-förmigem Grundriss südlich von Dorf und Strecke, beidseitig mit Giebeln und abgewalmtem Dach gegen den östlich in Fachwerk angebauten Güterschuppen. Kulturdenkmal aus geschichtlichen Gründen. | 1906                                 | 161963 DDB |
| Streckhof Herborner Straße 4    | Streckhof Herborner Straße 4    | Erdbach, Herborner Straße 4 LageFlur: 6, Flurstück: 585/1                                                                                        | In Fachwerk errichteter Streckhof. Der Wohnteil mit symmetrischer Gliederung, der Zugang mittig mit zweiläufiger Freitreppe, in der Achse des Eingangs ein Zwerchhaus. Der Hof belegt die Kontinuität einer regionalen Hofform mit zeitcharakteristischer Ausformung des Fachwerks wie etwa der Riegelversatz. Kulturdenkmal aus geschichtlichen Gründen. | Letztes Viertel des 19. Jahrhunderts | 132481 DDB |
| Bild gesucht BW                 | Neumühle                        | Erdbach, Herborner Straße 20 LageFlur: 7, Flurstück: 902/1                                                                                       | Östlich des Ortes gelegene Mühle, die Mechanik des Mahlwerks ist erhalten. Kulturdenkmal aufgrund der ortsgeschichtlichen und technikgeschichtlichen Bedeutung. Das sich anschließende Wohngebäude stammt aus dem 19. Jahrhundert. Kulturdenkmal aus geschichtlichen und technischen Gründen. | 1900                                 | 132484 DDB |
| Fachwerkhaus Lindenstraße 5     | Fachwerkhaus Lindenstraße 5     | Erdbach, Lindenstraße 5 LageFlur: 2, Flurstück: 54/1                                                                                             | Bemerkenswert an diesem zweigeschossigen, im übrigen stark veränderten Fachwerkbau ist der Geschossversatz im Giebel mit Klötzchenfries an Rähm und Schwelle sowie in kantigen Formen gedrehten Füllhölzern. Im Dillgebiet vergleichbar ist nur noch Breitscheid, Kreuzweg 2. Kulturdenkmal aus geschichtlichen und wissenschaftlichen Gründen. |                                      | 132482 DDB |
| Schule Erdbach                  | Schule                          | Erdbach, Mühlweg 4, Erdbach LageFlur: 1, 2, Flurstück: 3764/1, 96/2                                                                              | 1911, wohl im Sinne der Heimatschutzbewegung errichteter Schulbau. Das Sockelgeschoss in Haustein, darüber ursprünglich Verschieferung, hohes Walmdach mit mittigem Uhrendachreiter. Reizvolle Situation durch die Lage am Goldbach mit erschließender Brücke, Uferbefestigung und achtseitigem Pavillon, ebenfalls in Haustein ausgeführt. Kulturdenkmal aus geschichtlichen und künstlerischen Gründen. | 1911                                 | 132483 DDB |

### Gusternhain
| Bild                      | Bezeichnung               | Lage                                                              | Beschreibung | Bauzeit | Objekt-Nr. |
| ------------------------- | ------------------------- | ----------------------------------------------------------------- | --- | ------- | ---------- |
| Gemeindehaus Gusternhain  | Gemeindehaus              | Gusternhain, Gusternhainer Straße 7 LageFlur: 2, Flurstück: 272/1 | 1844 errichtet, über einem Bruchsteinsockelgeschoss mit Unterstand für einen Spritzenwagen ein in Fachwerk aufgestocktes Obergeschoss, in dem sich ein Betsaal befindet. Über dem südlichen, im Obergeschoss verschieferten Giebel ein kleiner quadratischer Dachreiter mit pyramidenförmigem Abschluss. Kulturdenkmal aus geschichtlichen und städtebaulichen Gründen. | 1844    | 132487 DDB |
| Portal und Kriegerdenkmal | Portal und Kriegerdenkmal | Gusternhain, Hauptstraße o. Nr. LageFlur: 2, Flurstück: 165       | Von dem südöstlich des Ortes gelegenen Friedhof sind denkmalpflegerisch bedeutend das spätklassizistische Portal und eine Gedenkstätte für die Opfer Gusternhains im Ersten Weltkrieg. Das Portal mit Sandsteinpfosten, einem zweiflügeligen eisernen Tor mit diagonalen Verstrebungen und abschließen den Speerspitzen. Das Portal ist Kulturdenkmal aufgrund seiner historischen und künstlerischen Bedeutung, die Gedenkstätte aufgrund ihrer geschichtlichen Bedeutung. Kulturdenkmal aus geschichtlichen und künstlerischen Gründen. |         | 132485 DDB |

### Medenbach
| Bild                                     | Bezeichnung                 | Lage                                                                                          | Beschreibung | Bauzeit                              | Objekt-Nr. |
| ---------------------------------------- | --------------------------- | --------------------------------------------------------------------------------------------- | --- | ------------------------------------ | ---------- |
| Laufbrunnen                              | Laufbrunnen                 | Medenbach, Hauptstraße, Friedhofstraße LageFlur: 1, 2, Flurstück: 39/1, 101/2, 3863/5, 3864/2 | Entlang des Verlaufs der Hauptstraße eine Reihung von vier gusseisernen Brunnen, die in ihrer Gesamtheit erhaltenswert sind. In ihrer Gestaltung entsprechen sie dem im Dillgebiet üblichen Typus: acht bzw. viereckige Brunnentröge mit umlaufenden Kanneluren oder gitterartigem Relief mit abschließendem Blütenfries. Die achteckigen Brunnenstöcke, zum Teil auch mit Kanneluren oder reliefartigem Ornament, werden von einem Pinienzapfen oder einem Knauf abgeschlossen. Stellten sie zum Zeitpunkt ihrer Aufstellung die Wasserversorgung sicher, so rhythmisieren sie heute den Straßenverlauf. Kulturdenkmal aus geschichtlichen und städtebaulichen Gründen.             | letztes Viertel des 19. Jahrhunderts | 132488 DDB |
| Fachwerkhaus Hauptstraße 12              | Fachwerkhaus Hauptstraße 12 | Medenbach, Hauptstraße 12 LageFlur: 1, Flurstück: 15/1                                        | Giebelständiger Fachwerkbau in einem Knick der Hauptstraße am südöstlichen Ortsausgang städtebaulich markant gelegen. Zusammen mit dem gegenüberliegenden gusseisernen Laufbrunnen und der im Hintergrund sichtbaren Kirche bildet der Bau ein reizvolles Ensemble. Kulturdenkmal aus städtebaulichen Gründen. | um 1700                              | 132490 DDB |
| Der frühgotische Chorturm der Ev. Kirche | Chorturm                    | Medenbach, Hauptstraße 26a LageFlur: 2, Flurstück: 22/2                                       | Erhalten ist der frühgotische Chorturm, dem sich ein modern erneuertes Schiff anschließt. Der Turm wird von einem pyramidenförmigen Helm mit vier kleinen Spitzgiebeln abgeschlossen. Der Altarraum wird von einem Kreuzgratgewölbe überdeckt. Der Triumphbogen ebenso wie die flache Nischen bildenden Schildbögen des Gewölbes sind spitzbogig. In den Nischen der Schildbögen befinden sich geringe Reste mittelalterlicher Wandmalerei, in der südlichen eine Darstellung „Christus vor Pilatus“. Die farbige Fassung des Triumphbogens, der Schildbögen und der Kreuzgrate entstammt der letzten, 1966 durchgeführten Restaurierung. Kulturdenkmal aus geschichtlichen Gründen. |                                      | 132489 DDB |

### Rabenscheid
| Bild                            | Bezeichnung         | Lage                                                                            | Beschreibung | Bauzeit                              | Objekt-Nr. |
| ------------------------------- | ------------------- | ------------------------------------------------------------------------------- | --- | ------------------------------------ | ---------- |
| Fischbach-Mühle                 | Fischbach-Mühle     | Rabenscheid, Fischbacher Mühle 1 LageFlur: 2, Flurstück: 98                     | Südöstlich des Ortes gelegene, um 1900 errichtete Mühle mit erhaltener eiserner Mühlenmechanik, Wohn- und Wirtschaftsgebäude. Kulturdenkmal aus geschichtlichen und technischen Gründen. | um 1900                              | 132493 DDB |
| Laufbrunnen                     | Laufbrunnen         | Rabenscheid, Zum Hofacker (Ecke Weilburger Straße) LageFlur: 5, Flurstück: 73/1 | Gusseiserner Laufbrunnen mit achtseitigem Brunnentrog und mittig darin stehender, ebenfalls achtseitiger Brunnensäule mit ursprünglich vier Wasserrohren. Jede Seite des Trogs mit einem symmetrisch gebildeten Rankenmotiv mit einem Vogelpaar. Es gibt drei weitere, vergleichbare Brunnen im Ort, die ebenfalls erhaltenswert sind. Kulturdenkmal aus geschichtlichen und städtebaulichen Gründen. | letztes Viertel des 19. Jahrhunderts | 132491 DDB |
| Evangelische Kirche Rabenscheid | Evangelische Kirche | Rabenscheid, Zum Hofacker 14 LageFlur: 5, Flurstück: 81                         | Am nördlichen Ortsrand städtebaulich prägnant gelegen. Dem mittelalterlichen Westturm, dessen Westecken durch geböschte Vorlagen gestützt werden, schließt sich eine 1767 errichtete Saalkirche an. Das lockendach des Turms wurde 1792 von Sckell errichtet und ersetzte einen spitzen Turmhelm. Das flache Satteldach des Schiffs ist nach Osten, zu dem dreiseitigen Abschluss hin abgewalmt. Im Kircheninneren eine Kanzel des 18. Jahrhunderts und im Westen eine Empore auf zwei Säulen. Kulturdenkmal aus geschichtlichen und städtebaulichen Gründen. | 1767                                 | 132492 DDB |